# Daníel Guðjohnsen
Pour les articles homonymes, voir Guðjohnsen.
Daníel Guðjohnsen, né le 1er mars 2006 à Londres en Angleterre, est un footballeur islandais, qui évolue au poste d'avant-centre au Malmö FF.

## Biographie

### En club
Né à Londres en Angleterre, Daníel Guðjohnsen est formé en Espagne, jouant pour le CF Gavà (en), puis étant formé par le FC Barcelone et le Real Madrid, suivant notamment le parcours de son frère Andri Guðjohnsen. Il rejoint ensuite la Suède pour poursuivre sa formation au Malmö FF, qu'il rejoint le 24 août 2022.
En février 2023, Guðjohnsen est convoqué en équipe première afin de participe à un camp d'entraînement d'avant-saison.
Guðjohnsen signe son premier contrat professionnel le 4 avril 2023 avec le Malmö FF et est par la même occasion intégré à l'équipe première.
Il joue son premier match en professionnel le 5 juin 2023, à l'occasion d'une rencontre d'Allsvenskan contre le Degerfors IF. Il entre en jeu à la place de Hugo Larsson, et son équipe s'impose par cinq buts à zéro.
Il est sacré champion de Suède en 2023.
Guðjohnsen se fait remarquer le 1er décembre 2024 en réalisant un triplé, en coupe de Suède face au Torslanda IK. Il s'agit de ses trois premiers buts en professionnel, et ils permettent à son équipe de s'imposer par cinq buts à deux,.

### En sélection
Daníel Guðjohnsen représente l'équipe d'Islande des moins de 17 ans. Il joue son premier match avec cette sélection le 25 août 2021 contre la Finlande. Il est titularisé et son équipe s'impose par deux buts à un.

## Vie privée
Daníel Guðjohnsen est le fils de Eiður Guðjohnsen, ancien attaquant international islandais, et donc petit-fils de Arnór Guðjohnsen, lui aussi international islandais. Ses deux frères, Sveinn Aron Guðjohnsen et Andri Guðjohnsen sont également footballeurs,.

## Palmarès
Malmö FF
- Championnat de Suède
  - Champion : 2023